# Groenkeelmango
De groenkeelmango (Anthracothorax viridigula) is een vogel uit de familie Trochilidae (kolibries).

## Verspreiding en leefgebied
Deze soort komt voor in noordoostelijk Venezuela, de Guiana's en noordoostelijk Brazilië.